# Firelight (пісня)
«Firelight» — третій сингл із сьомого студійного альбому Resist голландського симфо-метал гурту Within Temptation із запрошеним вокалістом Яспером Стеверлінком з Arid. Опублікований по всьому світу через цифрове завантаження та потокову трансляцію 23 листопада 2018 року.

## Передісторія
«Firelight» — це балада, спочатку написана для сольного альбому Шарон ден Адель «My Indigo». На той час пісню вважали занадто похмурою для релізу, тому її випуск призупинили. Після зустрічі з Яспером Стеверлінком на фламандському телешоу, Шарон ден Адель запросила співака виконати партію в пісні, оскільки вона виявила, що між ними справді існує зв'язок, а їхні голоси добре поєднуються. Після деякої переробки, він зрештою з'явився в офіційному трек-листі сьомого студійного альбому Resist гурту Within Temptation. Пісня вважається темною та атмосферною і, за словами Metal Hammer, вона коливається між настроєм «містичної готики та темного фолку». Пізніше вона увійшла до чартів Ultratip Bubbling Under у Бельгії.

## Список треків
| Digital download | Digital download            | Digital download                                                 | Digital download |
| #                | Назва                       | Автор                                                            | Тривалість       |
| ---------------- | --------------------------- | ---------------------------------------------------------------- | ---------------- |
| 1.               | «Firelight» (Album version) | Шарон ден Адель Деніел Гібсон Сара Де Корсі Астос Деніел Баркман | 4:47             |
| 2.               | «Firelight» (Single edit)   | ден Адель Гібсон Де Корсі Астос Баркман                          | 3:50             |

## Виконавці
Within Temptation
- Шерон ден Адель — головний вокал
- Рууд Джолі(інші мови) — соло-гітара
- Стефан Геллеблад — ритм-гітара
- Єрун ван Він — бас-гітара
- Мартійн Спіренбург(інші мови) — клавішні
- Майк Кулен — ударні

Запрошені музиканти
- Яспер Стеверлінк(інші мови) — запрошений вокал

## Чарти
| Чарт (2018–19) | Пікова позиція |
| -------------- | -------------- |
| 35             |                |